# Augusto da Prússia
Augusto da Prússia (Frederico Guilherme Henrique Augusto da Prússia; em alemão:  Friedrich Wilhelm Heinrich August von Preußen), (19 de setembro de 1779 - 19 de julho de 1843) foi um general prussiano. Nascido em Friedrichsfelde, Lichtenberg, na Alemanha, era o filho mais novo do príncipe Augusto Fernando da Prússia, irmão do rei Frederico II da Prússia, e da marquesa Isabel Luísa de Brandemburgo-Schwedt.

## Carreira militar
Augusto juntou-se ao exército prussiano ainda jovem. Aos dezoito anos de idade subiu à posição de capitão. Em 1803, tornou-se major e recebeu um batalhão de infantaria. Três anos depois, já como tenente-coronel, participou, juntamente com o seu batalhão, na Batalha de Jena. O seu irmão, o príncipe Luís Fernando, tinha sido morto pelo exército francês comandado por Napoleão Bonaparte quatro dias antes. Augusto foi também capturado e feito prisioneiro pelos franceses até 1807.
A março de 1808, o seu primo, o rei Frederico Guilherme III da Prússia, fez dele brigadeiro-general. O príncipe passou os cinco anos que se seguiram a reorganizar a artilharia prussiana juntamente com Gerhard von Scharnhorst. Sete anos depois da derrota do exército prussiano em Jena, o príncipe destingiu-se na Batalha de Leipzig. Continuou a sua campanha contra Napoleão ao longo de 1814. No inverno de 1814-15, Augusto participou no Congresso de Viena. Mudou-se para o norte de França em Junho de 1818 e depois regressou a Berlim quando a guerra terminou.
Passou os seus últimos anos de vida a inspeccionar artilharia em várias cidades de guarnição. Morreu subitamente em Bydgoszcz durante uma viagem deste género, e foi enterrado no Staats- und Domchor Berlin.

## Relações e descendência
Augusto era um dos proprietários de terras mais ricos da Prússia. Uma vez que nunca se casou nem deixou filhos legítimos, as suas propriedades foram herdadas pela coroa. A mãe dos seus filhos mais velhos foi a sua primeira amante, Karoline Friederike Wichmann, com quem viveu entre 1805 e 1817. A sua união resultou no nascimento de quatro filhos. Karoline viria a receber o título de baronesa de Waldenburg. A sua segunda relação foi com Auguste Arend, que se tornaria mais tarde baronesa von Prillwitz. Começou em 1818 e durou até à sua morte, tendo resultado no nascimento de sete filhos.

## Genealogia
| Augusto da Prússia | Pai: Augusto Fernando da Prússia          | Avô paterno: Frederico Guilherme I da Prússia            | Bisavô paterno: Frederico I da Prússia                   |
| Augusto da Prússia | Pai: Augusto Fernando da Prússia          | Avô paterno: Frederico Guilherme I da Prússia            | Bisavó paterna: Sofia Carlota de Hanôver                 |
| Augusto da Prússia | Pai: Augusto Fernando da Prússia          | Avó paterna: Sofia Doroteia de Hanôver                   | Bisavô paterno: Jorge I da Grã-Bretanha                  |
| Augusto da Prússia | Pai: Augusto Fernando da Prússia          | Avó paterna: Sofia Doroteia de Hanôver                   | Bisavó paterna: Sofia Doroteia de Brunsvique-Luneburgo   |
| Augusto da Prússia | Mãe: Isabel Luísa de Brandemburgo-Schwedt | Avô materno: Frederico Guilherme de Brandemburgo-Schwedt | Bisavô materno: Filipe Guilherme de Brandemburgo-Schwedt |
| Augusto da Prússia | Mãe: Isabel Luísa de Brandemburgo-Schwedt | Avô materno: Frederico Guilherme de Brandemburgo-Schwedt | Bisavó materna: Joana Carlota de Anhalt-Dessau           |
| Augusto da Prússia | Mãe: Isabel Luísa de Brandemburgo-Schwedt | Avó materna: Sofia Doroteia da Prússia                   | Bisavô materno: Frederico Guilherme I da Prússia         |
| Augusto da Prússia | Mãe: Isabel Luísa de Brandemburgo-Schwedt | Avó materna: Sofia Doroteia da Prússia                   | Bisavó materna: Sofia Doroteia de Hanôver                |